# Carlo Rubatto
Carlo Rubatto (Gênes, 1810-1891) est un sculpteur italien néoclassique.

## Biographie
Carlo Rubatto se forma à l'Accademia ligustica di belle arti où il suivit les cours d'Ignazio Peschiera. 
Il finit ses études à Florence et retourna ensuite à Gênes en 1842 où il poursuivit sa carrière de sculpteur dans le style néoclassique.

## Œuvres
- Le Baptême du Christ, marbre, église génoise San Donato (et finition d'Il Peschiera de son maître Ignazio Peschiera).
- Sculptures du parc de la villa Durazzo-Pallavicini à Pegli (pour son propriétaire le marquis Ignazio Alessandro Pallavicini).
- Monument funéraire à Giovanni da Vigo à Rapallo et d'autres statues de tombeaux du cimetière monumental de Staglieno.
- Les Lions de l'escalier de la cathédrale San Lorenzo de Gênes.